# Liste des édifices labellisés « Architecture contemporaine remarquable » de la Haute-Savoie
Cet article recense les édifices labellisés « Architecture contemporaine remarquable » de la Haute-Savoie, en France.
Le label « Architecture contemporaine remarquable » remplace depuis 2016 l'ancien label « Patrimoine du XXe siècle ». Il ne prend en compte que des édifices de moins de 100 ans à la date de labellisation, et qui ne sont pas protégés comme monuments historiques.
Au début 2024, la Haute-Savoie compte 31 édifices ainsi labellisés.

## Liste
| Monument                                                                                     | Commune                 | Adresse                                                                          | Coordonnées                      | Notice     | Date | Illustration                                          |
| -------------------------------------------------------------------------------------------- | ----------------------- | -------------------------------------------------------------------------------- | -------------------------------- | ---------- | ---- | ----------------------------------------------------- |
| Basilique Saint-Joseph-des-Fins                                                              | Annecy                  | 26 avenue de Genève                                                              | 45° 54′ 45″ nord, 6° 07′ 27″ est | ACR0000031 | 2003 | Basilique Saint-Joseph-des-Fins                       |
| Centre commercial des Galeries Lafayette et parking                                          | Annecy                  | Avenue de Parmelan Rue des Sœurs Blanches Rue Thomas-Raphy Boulevard du Lycée    | 45° 54′ 23″ nord, 6° 07′ 57″ est | ACR0000029 | 2003 | Image manquante Téléverser                            |
| Église Sainte-Bernadette                                                                     | Annecy                  | Avenue d'Albigny                                                                 | 45° 54′ 22″ nord, 6° 08′ 35″ est | ACR0000030 | 2003 | Église Sainte-Bernadette                              |
| Résidence La Forclaz                                                                         | Annecy                  | 3 bis, 5 et 7 boulevard du Lycée 1 bis, 1 ter et 7 bis avenue des Francs-Tireurs | 45° 54′ 21″ nord, 6° 07′ 28″ est | ACR0000032 | 2003 | Image manquante Téléverser                            |
| Immeuble d'habitation La Résidence                                                           | Annecy                  | 15 rue de la Préfecture                                                          | 45° 54′ 10″ nord, 6° 07′ 46″ est | ACR0000033 | 2003 | Image manquante Téléverser                            |
| Immeubles de la zone à urbaniser en priorité de Novel                                        | Annecy                  | Avenue de France Avenue de Novel Rue des Maquis                                  | 45° 55′ 07″ nord, 6° 07′ 46″ est | ACR0000034 | 2003 | Image manquante Téléverser                            |
| Maison des jeunes et de la culture des Marquisats (actuelle école d'art)                     | Annecy                  | 42 rue des Marquisats                                                            | 45° 53′ 41″ nord, 6° 08′ 01″ est | ACR0000035 | 2003 | Image manquante Téléverser                            |
| Maison forestière                                                                            | Annecy                  | 113 boulevard du Fier                                                            | 45° 55′ 24″ nord, 6° 07′ 24″ est | ACR0000036 | 2007 | Image manquante Téléverser                            |
| Tribunes du public du parc des sports                                                        | Annecy                  | Avenue du Stade                                                                  | 45° 54′ 44″ nord, 6° 07′ 17″ est | ACR0000037 | 2003 | Tribunes du public du parc des sports                 |
| Usine Gillette (actuel siège social du Crédit mutuel Savoie Mont-Blanc)                      | Annecy                  | 99 avenue de Genève                                                              | 45° 55′ 08″ nord, 6° 07′ 25″ est | ACR0000038 | 2003 | Image manquante Téléverser                            |
| Le Forum (centre-station)                                                                    | Arâches-la-Frasse       | Station de sports d'hiver de Flaine                                              | 46° 00′ 21″ nord, 6° 41′ 36″ est | ACR0000040 | 2003 | Image manquante Téléverser                            |
| Immeuble Le Concorde                                                                         | Bonneville              | 175 rue des Allobroges                                                           | 46° 04′ 35″ nord, 6° 24′ 33″ est | ACR0000041 | 2012 | Image manquante Téléverser                            |
| Cité de La Sardagne                                                                          | Cluses                  | Avenue de Sardagne                                                               | 46° 04′ 23″ nord, 6° 33′ 27″ est | ACR0000042 | 2003 | Image manquante Téléverser                            |
| Chalet Pousseur                                                                              | Les Contamines-Montjoie | 185 chemin des Loyers-d'en-Haut                                                  | 45° 49′ 15″ nord, 6° 43′ 53″ est | ACR0001789 | 2023 | Image manquante Téléverser                            |
| Pont de la Caille                                                                            | Cruseilles              | Péage de Cruseilles                                                              | 46° 00′ 50″ nord, 6° 06′ 42″ est | ACR0000043 | 2003 | Pont de la Caille                                     |
| Centre nautique                                                                              | Évian-les-Bains         | Avenue du Général-Dupas                                                          | 46° 24′ 03″ nord, 6° 34′ 58″ est | ACR0000044 | 2007 | Image manquante Téléverser                            |
| Immeuble Le Salève                                                                           | Gaillard                | 108 rue de Genève                                                                | 46° 11′ 30″ nord, 6° 12′ 46″ est | ACR0000045 | 2007 | Image manquante Téléverser                            |
| Gare inférieure du téléphérique des Grandes-Platières                                        | Magland                 | Station de sports d'hiver de Flaine                                              | 46° 00′ 17″ nord, 6° 41′ 46″ est | ACR0000039 | 2003 | Gare inférieure du téléphérique des Grandes-Platières |
| Chalet La Croix-des-Perchets                                                                 | Megève                  | 51 chemin des Perchets                                                           | 45° 51′ 18″ nord, 6° 37′ 05″ est | ACR0000047 | 2003 | Image manquante Téléverser                            |
| Chalet Le Cairn                                                                              | Megève                  | 44 chemin de l'Hermine-Blanche                                                   | 45° 51′ 24″ nord, 6° 37′ 23″ est | ACR0000046 | 2003 | Image manquante Téléverser                            |
| Chalet Le Grizzly                                                                            | Megève                  | 2264 route du Mont-d'Arbois                                                      | à géolocaliser                   | ACR0000048 | 2003 | Image manquante Téléverser                            |
| Chapelle Notre-Dame-des-Prisonniers d'Avoriaz                                                | Morzine                 | Route d' Avoriaz                                                                 | 46° 11′ 43″ nord, 6° 46′ 06″ est | ACR0000049 | 2007 | Image manquante Téléverser                            |
| Parador de Saint-Alban                                                                       | Morzine                 | Chemin de la Salle                                                               | 46° 10′ 58″ nord, 6° 42′ 28″ est | ACR0000050 | 2003 | Image manquante Téléverser                            |
| Station de sports d'hiver d'Avoriaz                                                          | Morzine                 |                                                                                  | 46° 10′ 44″ nord, 6° 42′ 32″ est | ACR0000052 | 2003 | Station de sports d'hiver d'Avoriaz                   |
| Maison à Pélo Ben                                                                            | Neuvecelle              | 720 avenue du Léman                                                              | 46° 23′ 33″ nord, 6° 35′ 52″ est | ACR0000053 | 2003 | Image manquante Téléverser                            |
| Sanatorium de Guébriant (actuel village de vacances)                                         | Passy                   | 2030 route Plaine-de-Joux                                                        | 45° 57′ 05″ nord, 6° 43′ 53″ est | ACR0000054 | 2003 | Image manquante Téléverser                            |
| Sanatorium de Praz-Coutant (actuel centre médical)                                           | Passy                   | 171 route de Praz-Coûtant                                                        | 45° 56′ 48″ nord, 6° 43′ 09″ est | ACR0000055 | 2003 | Image manquante Téléverser                            |
| Cité de Vouilloux                                                                            | Sallanches              | Quartier de Vouilloux                                                            | 45° 56′ 23″ nord, 6° 37′ 54″ est | ACR0000057 | 2003 | Image manquante Téléverser                            |
| Église Notre-Dame du Léman                                                                   | Thonon-les-Bains        | Route d'Évian                                                                    | 46° 22′ 58″ nord, 6° 30′ 18″ est | ACR0000058 | 2007 | Église Notre-Dame du Léman                            |
| Chapelle du centre hospitalier Georges-Pianta (actuelle salle de réunions de la Dent d'Oche) | Thonon-les-Bains        | 3 avenue de la Dame                                                              | 46° 21′ 35″ nord, 6° 28′ 45″ est | ACR0000059 | 2003 | Image manquante Téléverser                            |
| Tour Moynat                                                                                  | Thonon-les-Bains        | 11 avenue du Général-de-Gaulle                                                   | 46° 22′ 11″ nord, 6° 28′ 34″ est | ACR0000060 | 2003 | Image manquante Téléverser                            |